# کفروحین
کفروحین (به عربی: کفروحین) یک روستا در سوریه است که در ناحیه مرکزی ادلب واقع شده‌است. کفروحین ۱٬۷۳۷ نفر جمعیت دارد.